# Пиари
Пиари — река в Хабаровском крае России. Протекает по территории Нанайского района. Длина реки — 11 км. 
Начинается в гористой местности, поросшей кедрово-берёзовым и берёзово-еловым лесом. Течёт в общем северо-западном направлении. В низовьях распространены березняки. Впадает в реку Мухен справа на расстоянии 99 км от её устья.
В летнее время часты паводки, вызываемые интенсивными продолжительными дождями.
- Код водного объекта - 20030900112118100069714[2]